# 天鷹座12
天鷹座12，又名BD-05 4840，HD 176678、SAO 142931、HR 7193，是天鷹座的一颗恒星，视星等为4.02，位于銀經28.98，銀緯-4.89，其B1900.0坐标为赤經18h 56m 20.4s，赤緯-5° -4.89′ 48″。